# Skulpturensteine von Govan
Die Skulpturensteine von Govan befinden sich in der Govan Old Parish Church des Stadtteils von Glasgow in Schottland. Govan (Schottisch-Gälisch: 'Baile a' Ghobhainn) ist ein District und früheres Burgh im Südwestteil der Stadt. 
Die heutige Kirche wurde von Robert R. Anderson entworfen und in den 1880er Jahren errichtet. Sie steht auf einem christlichen Standort, der auf das 9. Jahrhundert zurückgeht und St. Constantine gewidmet war. Die moderne Friedhofsmauer hat wahrscheinlich viel von der ursprünglichen frühchristlichen Einhegung bewahrt. Heute ist es jedoch schwierig sich den Platz nahe dem Clyde vorzustellen, an dem die frühe Kirche lag, denn der Vorort von Glasgow war bis zur Industrialisierung im 19. Jahrhundert ländlich.

## Die Sammlung
In der Kirche wird die größte Sammlung von frühmittelalterlichen Skulpturensteinen (Sculptured Stones) in Schottland aufbewahrt, was die Bedeutung Govans im 9. und 10. Jahrhundert widerspiegelt. 31 Steine haben überdauert und weitere 16 sind in der Vergangenheit auf dem Friedhof vergraben worden. Die erhaltene Sammlung schließt dekorierte Kreuzschäfte, Cross Slabs und Grabplatten ein. Von herausragender Qualität sind fünf Hogbacks und die Seitenteile eines Sarkophages. Die Hogbacks sind in ihrer Gestalt und Dekoration klassisch und zeigen starke Verbindungen mit Denkmälern in Cumbria, im Nordwesten Englands. Der Steinsarg hat keinen Deckel mehr, der wahrscheinlich wie die Seitenplatten reich verziert war. Die Platten tragen Einlagen von Rankenzier und von neun Tieren und einem berittenen Krieger mit dem Schwert an seiner Seite.

### Neue Funde
Drei verschollene Grabsteine, die zu einer der bedeutendsten Sammlungen von Skulpturen aus der Wikingerzeit in Großbritannien gehören, wurden 2019 bei einer Grabung auf dem Friedhof der Govan Old Parish Church in Glasgow gefunden. Auf dem Friedhof wurden ursprünglich 46 Steine gefunden, deren Bedeutung jedoch erst Ende des 19. Jahrhunderts erkannt wurde. Anschließend wurden 31 ins Innere der Kirche gebracht, während die anderen 15 an den Friedhofsmauern aufgestellt wurden. Lange dachte man, dass diese 15 Steine beim Abriss der nahen Harland & Wolff-Werft im Jahr 1973 zerstört wurden. Aber die neue Entdeckung hat gezeigt, dass mindestens drei Steine überlebten.

## Umgebung
Es gibt im Gebiet um Glasgow mehrere Plätze mit frühen skulptierten Steinen. Das abgewitterte, aber trotzdem eindrucksvolle Kreuz des 8. Jahrhunderts von Barochan wird in der Abtei Paisley aufbewahrt. Ein Kreuz aus dem 10. Jahrhundert steht auf dem Friedhof der Pfarrkirche von Hamilton. In Inchinnan liegen, außerhalb der neuen Kirche, drei eindrucksvolle Steine. Einer davon ist ein Teil eines Kreuzschaftes, der später als Grabplatte verwendet wurde. Alle drei stammen aus dem 10. oder 11. Jahrhundert und sind mit der Sammlung von Govan zu verbinden. Der älteste Stein ist eine Grabplatte mit Eckknöpfen, wie sie auch einige von Govan zeigen. Sie ist mit Tieren und einer Darstellung von Daniel in der Löwengrube verziert. In Luss, am Loch Lomond, gibt es zwei Cross-Slabs und einen Hogback auf dem Friedhof der St Kessog Church.

Die Sammlung
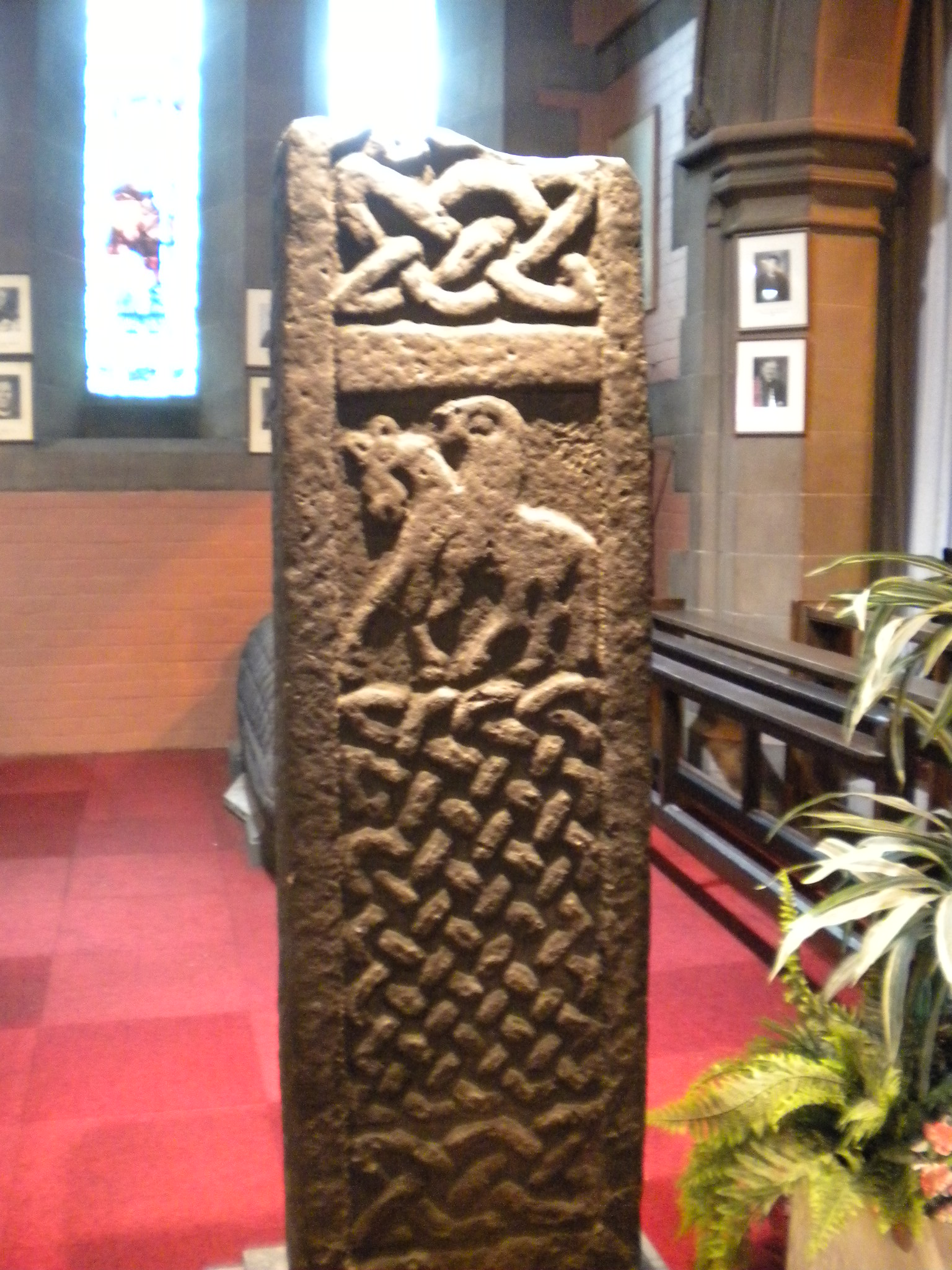
Ein Skulpturenstein
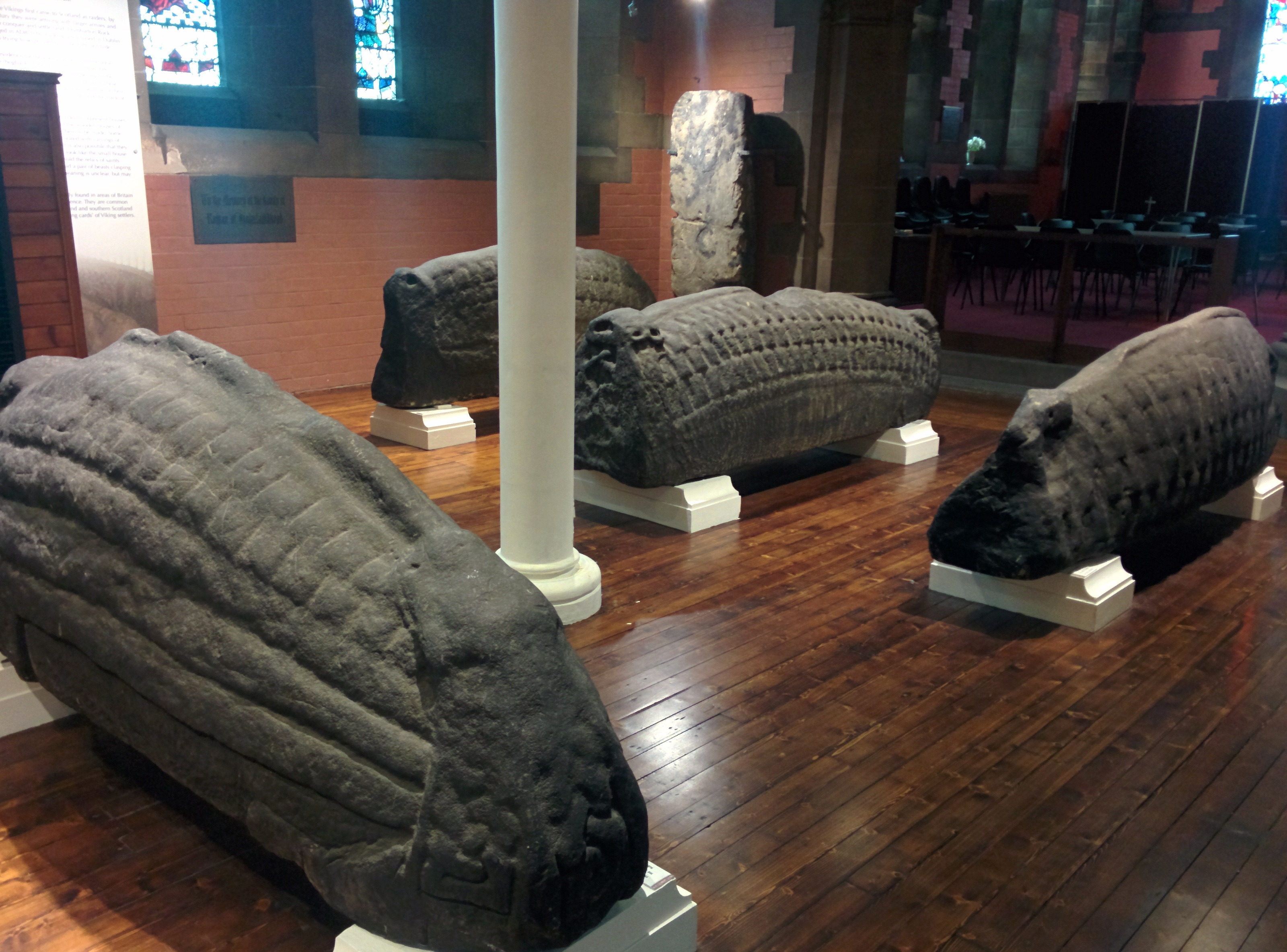
Hogbacks
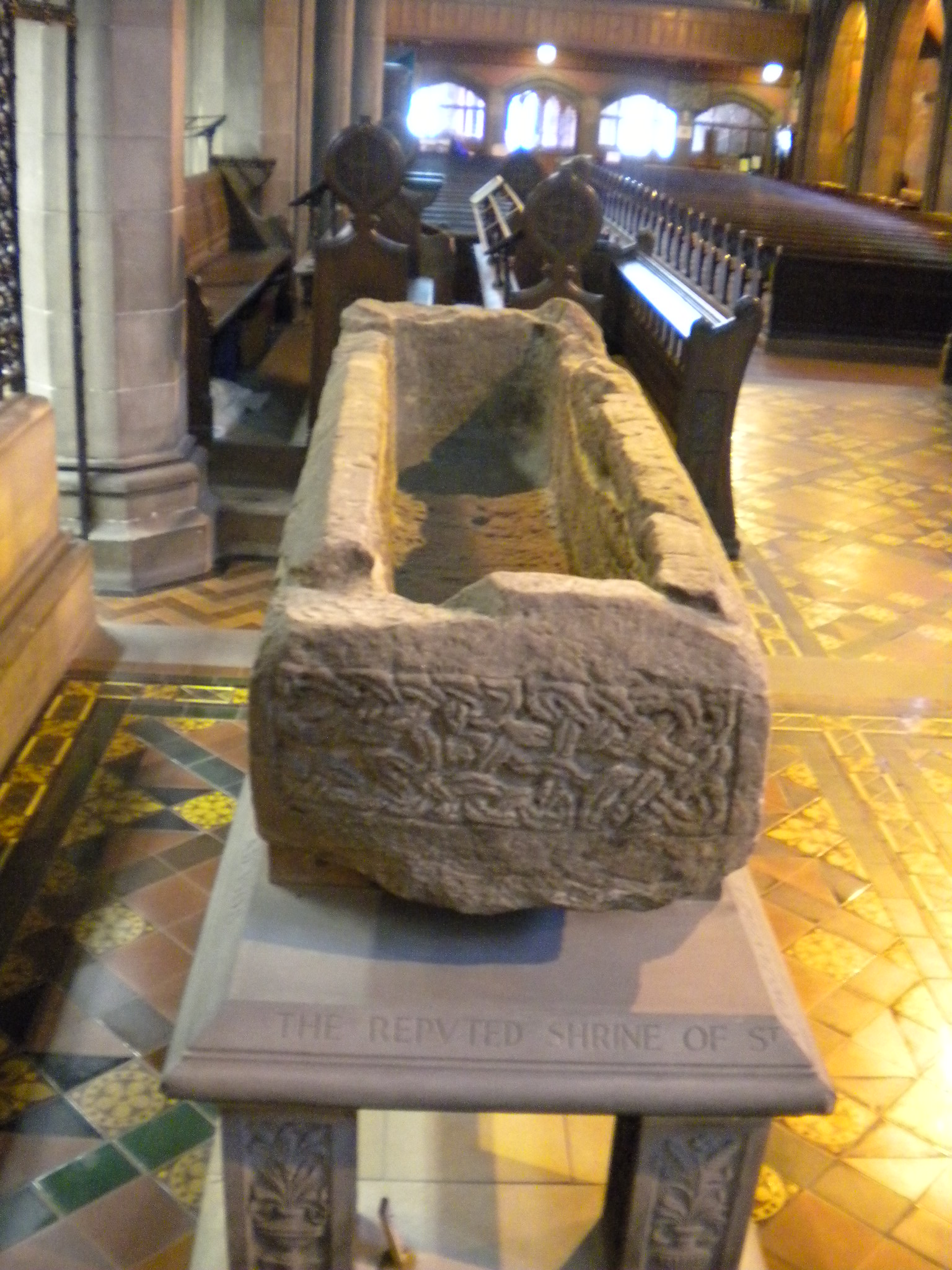
Sarkophag
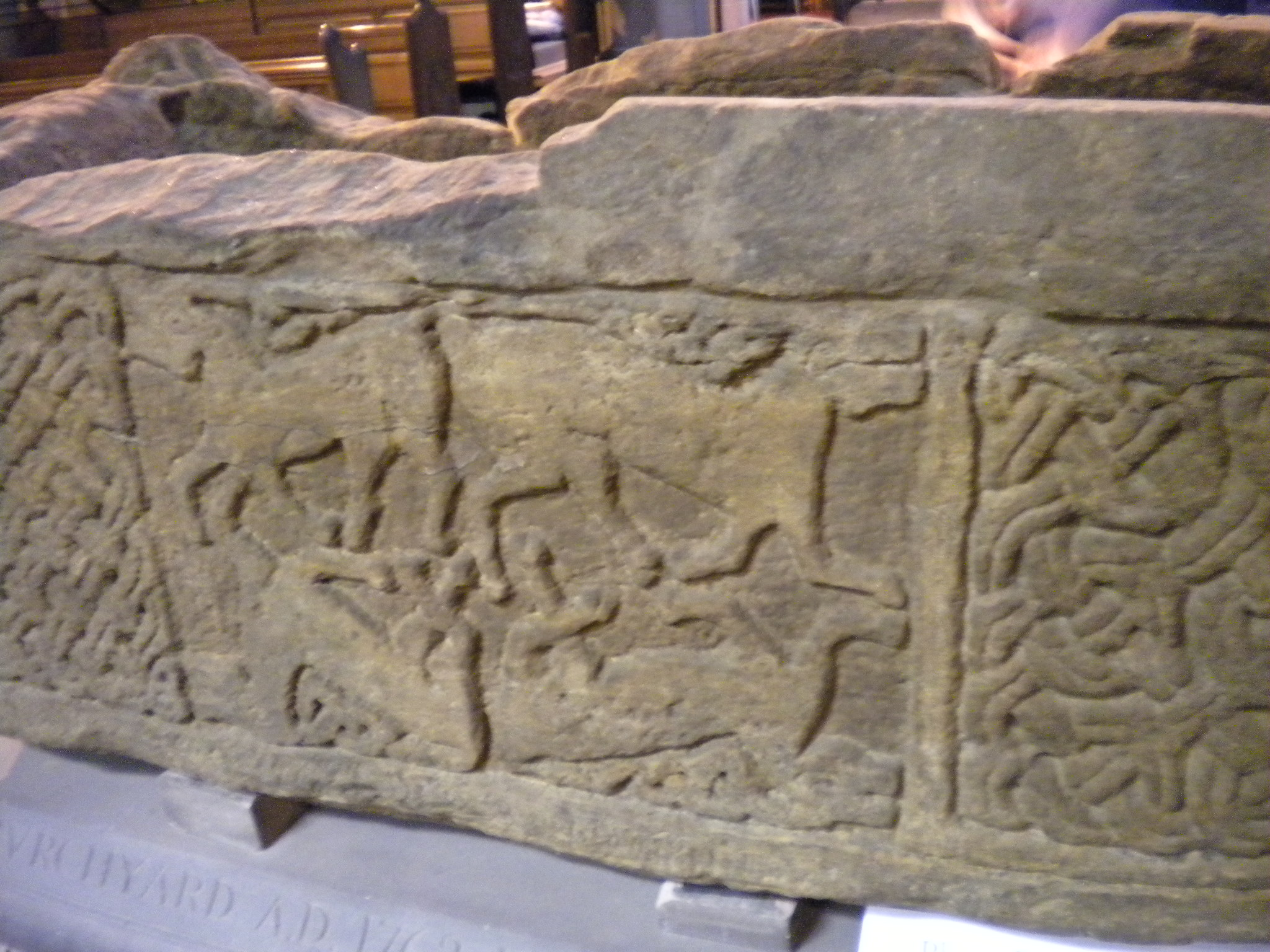
Sarkophag
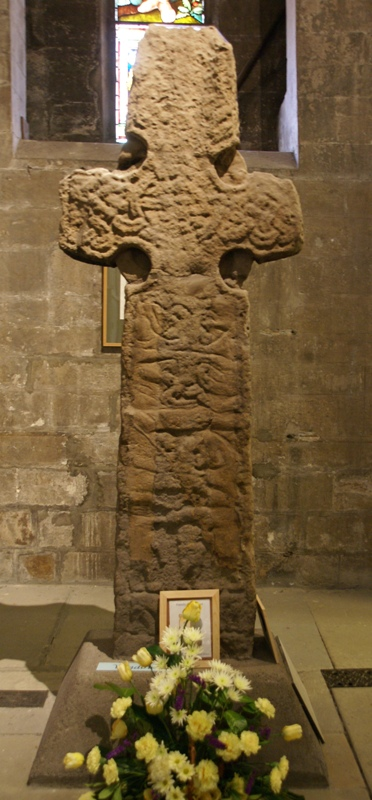
Barochan Cross